# 손형민
손형민(영어: Joseph Son 조지프 손[*], 1970년 11월 22일 ~ )은 미국의 종합격투기, 킥복싱, 프로레슬링 선수이자 배우이다. 대한민국에서 태어나 미국 캘리포니아주에서 자랐다. 활동명은 조 손(Joe Son)이며, 《오스틴 파워: 제로》(1997)에 악역으로 등장했다.

## 사건 사고
2008년, DNA 감식에 의해 1990년 총기를 이용한 집단 강간 사건의 범인으로 밝혀져 경찰에 체포됐다. 2011년 8월 초에 강간과 관련한 공소시효가 만료되어 기존 고소는 기각되었으나 살인 및 고문 공모죄로 재기소 되었다. 2011년 9월 11일 7년 이상 종신형을 선고 받았다.
2011년 10월 10일 수감돼있던 교도소에서 감방 동료 마이클 토머스 그레이엄(50세)을 살해한 혐의를 받았다. 2017년 관련 재판에서 우발적 살인죄로 27년형이 선고되었다.

## 출연 작품

### 영화
- 오스틴 파워: 제로 (1997)